# Nina Kokelj
Nina Kokelj, slovenska pisateljica, * 5. februar 1972, Kranj
Njen prvi roman Milovanje (1998) je prejel nagrado za najboljši prvenec in nominacijo za nagrado kresnik. Bila je predstavnica za stike z javnostjo pri založbah Epta in Učila.
Je samozaposlena v kulturi.

### Šola in študij
Obiskovala je Srednjo družbeno-jezikovno šolo Borisa Ziherla Škofja Loka. Študija ekonomije ni dokončala. Leta 1996 je diplomirala iz politologije na Fakulteti za družbene vede v Ljubljani.

## Nagrade in priznanja
- 1997 Zgodba o pritlikavki in njenem gospodarju, nagrada za najboljšo kratko zgodbo z žensko tematiko (Urad za žensko politiko in Republika Slovenija)[7]
- 1997 črtica Čudoviti otroci, nagrada za kratko zgodbo (Študentska organizacija v Ljubljani)[7]
- 1998 Milovanje, nagrada za prvenec leta (Slovenski knjižni sejem)[8]
- 2007 Deček na belem oblaku, Bela vrana (White raven) (Mednarodni sejem otroške in mladinske književnosti v Bologni)[9]

## Dela
| - Španska princeska (Didakta, 2002) - Deček na belem oblaku (Mladinska knjiga, 2006) - Lepa Helena (Družba Piano, 2006) - Jon in Tadao (Družba Piano, 2007 [i. e.] 2008) - Čif in Čof (Morfem, 2009) - Nejc in palček Palček (Učila International, 2012) - Kraljica Sončnica (Pivec, 2012) - Sončni kralj (Pivec, 2012) - Mala pastirica (Mladinska knjiga, 2016) - Urice z dojenčkom (KUD Sodobnost International, 2018) - Zajček Zdravnik (2003) - Metuljčica in Metuljček (Gledališče Glej, 2001) - Novoletna pravljica (Tuma, 2005) | - Milovanje (Študentska založba, 1998) - Sibidusovo kukalo (Prešernova družba, 2005) (soavtor Jan Bučar) - Poletje s klovnom (Študentska založba, 2009) |